# 3D/Биэлы
Коме́та Биэ́лы (3D/Biela) — потерянная короткопериодическая комета из семейства Юпитера, которая впервые наблюдалась 8 марта 1772 года французским астрономом Жаком Лейбаксом Монтенем (1716–1785?) из города Лимож, за пять дней до момента максимального сближения с Землёй (0,63 а. е.), когда она стала настолько яркой, что её можно было увидеть невооружённым глазом. Наиболее примечательным в этой комете является то, что с момента её последнего наблюдения прошло уже почти 170 лет. Для короткопериодической кометы это является огромным сроком, поскольку у некоторых из них изменения орбиты происходят чуть ли не после каждого оборота вокруг Солнца. Поэтому на сегодняшний день шансы повторного обнаружения и отождествления этой кометы крайне малы, особенно если учесть крупные метеорные дожди, происходившие с периодичностью в 7 лет начиная с 1872 года (год ожидаемого возвращения кометы), которые с большой долей вероятности указывают на её распад. Комета обладала довольно коротким периодом обращения вокруг Солнца — чуть более 6,46 года.
- Орбита кометы Биэлы и её положение в Солнечной системе

## История наблюдений

### История открытия
Независимо от Монтеня комету также обнаружил Шарль Мессье. Французский астрономом Жозеф Лаланд в 1774 году попытался рассчитать орбиту этой кометы, но несмотря на довольно продолжительный период наблюдений в 29 дней, сделать это не удалось и на следующие почти 30 лет комета была потеряна. Ещё один шанс определить орбиту кометы предоставился астрономам после повторного открытия кометы 10 ноября 1805 года французским астрономом Жаном-Луи Понсом. В тот год 9 декабря произошло ещё более тесное сближение с Землёй — комета пролетела рядом с нашей планетой на расстоянии всего в 0,04 а. е. (6 млн км). В те дни у кометы была замечена слабая кома, а её блеск достиг значений 4,0—5,0m. Однако уже к 14 декабря комета была потеряна вновь. Сперва немецкий астроном Фридрих Бессель уже в конце 1805 года опубликовал первую параболическую орбиту с датой прохождения перигелия 1 января 1806 года, что дало Генриху Ольберсу возможность идентифицировать её как возвращение кометы 1772 года. К апрелю 1806 года он рассчитал и эллиптическую орбиту, но его вариант предусматривал период обращения в 33,86 года. Другой немецкий учёный — астроном и математик Карл Гаусс, на основе позиций, полученных в период с 16 ноября по 8 декабря, рассчитал свой вариант эллиптической орбиты с датой прохождения перигелия 2 января 1806 года и периодом обращения 4,74 года, который был гораздо ближе к реальности. Тем не менее расчёты Гаусса также оказались слишком неточными, чтобы переоткрыть комету, и она была потеряна ещё на 20 лет.
Поскольку в обоих случаях рассчитать орбиту так и не удалось, как и подтвердить факт открытия кометы повторным наблюдением, комета в итоге получила своё имя в честь немецкого астронома Вильгельма фон Биелы, 27 февраля 1826 года открывшего её в третий раз. Этот армейский офицер, служивший в крепости Йозефштадт (англ.), наблюдал комету во время её приближения к перигелию и первым рассчитал орбиту кометы, определив период обращения в 6,6 года. Вскоре после середины марта астроном Ж. Ф. А. Гамбар убедительно доказал, что эта комета является вернувшейся кометой 1772 и 1805 годов. В этот раз за кометой наблюдали гораздо дольше, вплоть до 9 мая. Это дало возможность рассчитать её орбиту достаточно точно, чтобы английский астроном Джон Гершель сумел обнаружить комету во время её очередного возвращения к Солнцу 24 сентября 1832 года. Таким образом, на тот момент комета Биэлы стала третьей кометой, для которой удалось точно установить её периодичность. Комета наблюдалась до 4 января 1833 года, но ни разу не демонстрировала хвоста, а размер комы не превышал 3 угловых минут. Яркость кометы, как показывает современный анализ наблюдений, составляла около 8—9m. Орбитальные характеристики, рассчитанные Ольберсом для этого возвращения, создали нечто вроде небольшой сенсации, поскольку показали, что 29 октября, в момент наиболее тесного сближения с Землёй, комета пересечёт орбиту нашей планеты. Дальнейшие публикации в газетах о возможном разрушении Земли не учли тот факт, что в точку пересечения Земля придёт лишь через месяц — 30 ноября, как указал в своей статье, призванной рассеять всеобщие страхи, французский астроном Франсуа Араго. Тот факт, что комета Биэлы стала первым открытым объектом, пересекающим орбиту Земли, вызвало к ней большой интерес со стороны астрономов и общественности XIX века.

### Распад кометы
Возвращение 1839 года наблюдать не удалось, поскольку комета находилась на противоположной стороне от Солнца и не приближалась к Земле ближе чем на 1,8 а. е. Зато возвращение 1846 года стало по настоящему уникальным, поскольку предоставило астрономам возможность наблюдать распад кометы на две части. Комета была переоткрыта 26 ноября 1845 года итальянским астрономом Франческо де Вико и первоначально ожидаемо выглядела в виде небольшой туманности, но дальнейшие наблюдения показали, что произошло нечто небывалое. Американский астроном Мэтью Мори, наблюдая комету 14 января 1846 года, первым обнаружил на расстоянии 1 угловой минуты к северу от кометы небольшой спутник. Известие о распаде кометы привлекло к её наблюдению множество астрономов, которые отмечали, что оба компонента чередовались по яркости, развивая параллельные хвосты по мере движения к перигелию. Некоторые наблюдения указывали на «арку кометного вещества», простирающуюся между двумя ядрами, что указывало на распад кометы на гораздо большее количество частей, которые были слишком малы, чтобы наблюдать их по отдельности. 
В последний раз комета была переоткрыта 26 августа 1852 года итальянским астрономом Анджело Секки. Причём «компонент А» был обнаружен первым, и лишь 16 сентября удалось обнаружить «компонент B». На тот момент компоненты разошлись на 2,8 млн км. Возвращение 1852 года было не самым удачным для наблюдений, которые продолжались всего месяц, причём наблюдения за «компонентом А» продолжались до 26 сентября, тогда как за «компонентом B» до 29 сентября. Дальнейшие расчёты показали, что распад кометы произошёл ещё примерно за 500 дней до её обнаружения в 1845 году, а по некоторым данным даже раньше — в конце 1842 года. 
После 1852 года комету больше никто не видел. Если отсутствие наблюдений в 1859 году ещё можно было объяснить неблагоприятными условиями наблюдений, то условия возвращений 1865 и 1872 годов, наоборот, считались довольно благоприятными. Тем не менее ни в те годы, ни в последующие обнаружить комету так и не удалось. Зато 27 ноября 1872 года, вскоре после того, как в сентябре Земля пересекла орбиту кометы, произошёл крупный метеорный дождь, пиковая интенсивность которого достигала 3000 метеоров в час. Но это ещё не был максимум, интенсивные метеорные проявления наблюдались и в последующие годы ожидаемого появления кометы вплоть до конца XIX века: в 1885 году было зафиксировано до 15 000 метеоров в час, в 1892 году — 6000, в 1899 году — уже всего 150. В дальнейшем видимая активность этого потока (получившего название Андромедиды или Биэлиды, с радиантом вблизи звезды γ Андромеды) постепенно сошла на нет. На данный момент их уже нельзя увидеть невооружённым глазом, интенсивность в максимуме составляет около 3 метеоров в час.

### Возможные наблюдения
Несмотря на весьма вероятный окончательный распад кометы, на протяжении конца XIX века периодически появлялись сообщении о наблюдениях данной кометы. Сначала британский астроном Джон Хайнд сообщал о наблюдении некоего туманного объекта в ноябре 1865 года, затем Джеймс Бакингем наблюдал две туманности, которые также принял за комету Биэлы. А в 1872 году Норман Погсон наблюдал в Мадрасской обсерватории некий объект, предположительно кометной природы, получивший обозначение X/1872 X1. В конечном итоге даже самими наблюдателями все эти сообщения были признаны ошибочными и не имеющими к комете Биэлы никакого отношения. 
В конце XX века астрономы вновь активно взялись за поиски этой кометы. Брайан Марсден и Zdenek Sekanina попытались заново рассчитать орбиту кометы или её остатков. Было подсчитано, что масса обломков, оставшихся в метеорном потоке (~3,3×1010 кг), значительно меньше, чем предполагаемая масса кометы (~1,4×1013 кг). Это может свидетельствовать, что, по крайней мере, компонент А всё ещё может существовать, пусть и в неактивном виде. И хотя предпринятые в 1970-х годах поиски кометы Биэлы остались безрезультатными, зато они способствовали обнаружению долгопериодической кометы C/1973 E1 (Когоутека). 
Также периодически возникали попытки идентифицировать обнаруженные впоследствии объекты либо как комету Биэлы, либо как её остатки. Немецкий астроном Карл Ристенпарт несколько раз пытался доказать связь с ней кометы 18D/Перрайна — Мркоса. А недавно в 2001 году у орбиты кометы 207P/NEAT 4 также отмечали некоторое грубое сходство с орбитой кометы Биэлы
.

## Комета Биэлы в массовой культуре
Существует спекулятивная версия, что фрагменты кометы Биэлы 8 октября 1871 года стали причиной Пештигского, Порт-Гуронского и Большого Чикагского пожаров. Эта теория впервые была предложена Игнатием Доннелли в 1883 году и вновь появилась в книге 1985 года и далее исследована в неопубликованной научной статье 2004 года. Однако случаи, когда падение метеорита где-либо вызывало пожар, неизвестны. К тому же кометное вещество очень пористое и если бы кометный обломок попал на Землю, то скорее всего он полностью испарился ещё в атмосфере, так и не достигнув поверхности. Наиболее известным примером такого события является Тунгусский метеорит.
27 ноября 1885 года, во время максимума активности метеорного потока Андромедиды (15 000 метеоров в час), в северной Мексике упал железный метеорит, который первоначально приписали комете Биэлы. Однако это предположение было опровергнуто в 1950-х годах, поскольку процессы дифференциации, необходимые для образования компактных объектов из железа, в кометах не происходят.
В неоконченном утопическом романе Владимира Одоевского «4338-й год: Петербургские письма» (1835) описывается Россия далёкого будущего, где ждут столкновения с кометой Биэлы и готовятся его предотвратить. Алексей Толстой в рассказе «Союз пяти» (1924) нарисовал фантастическую картину сближения кометы Биэлы с Землёй. В 1947 году комета появилась в фильме Павла Клушанцева «Метеориты».

## Сближения с планетами
Во второй половине XVIII века комета испытала два тесных сближения с Землёй и одно с Юпитером, ещё целых пять сближений с Землёй произошло в XIX веке. Поскольку с конца XIX века комета оказалась потеряна, судить о её дальнейших возможных сближениях с планетами не представляется возможным.
- 0,63 а. е. от Земли 14 марта 1772 года (сближение способствовало первому открытию кометы);
- 0,17 а. е. от Земли 2 декабря 1778 года;
- 0,39 а. е. от Юпитера 3 июня 1794 года (сближение с Юпитером привело к уменьшению перигелия от 0,97 а. е. до 0,90 а. е. и к уменьшению орбитального периода с 6,85 до 6,71 года);
- 0,035 а. е. от Земли 9 декабря 1805 года (сближение способствовало второму открытию кометы);
- 0,96 а. е. от Земли 19 апреля 1826 года (сближение способствовало третьему открытию кометы);
- 0,55 а. е. от Земли 24 октября 1832 года;
- 0,37 а. е. от Земли 20 марта 1846 года;
- 0,22 а. е. от Земли 25 февраля 1866 года.

## В кинематографе
- Метеориты - фильм Павла Клушанцева 1947 года.